# Ende Gelände 2020
Ende Gelände 2020 waren Großaktionen zivilen Ungehorsams des Bündnisses Ende Gelände, in deren Rahmen unter Berufung auf Klimagerechtigkeit vom 25. bis 27. September Blockadeaktionen im Rheinischen Braunkohlerevier durchgeführt wurden, um gegen die aktuelle Klimapolitik zu protestieren, da „dieses politische Komplettversagen es unmöglich [macht], die Erderhitzung unter den kritischen 1,5 Grad zu halten.“ Zudem wurde die Aktion auch auf Erdgas ausgeweitet.

## Hintergrund
Im Juli 2020 beschloss der Bundestag das Kohleverstromungsbeendigungsgesetz und damit den schrittweisen Ausstieg aus der Kohleverstromung bis zum Jahr 2038. Damit wurde die Empfehlung der Kommission für Wachstum, Strukturwandel und Beschäftigung aus dem Jahr 2019 umgesetzt, die bereits zu diesem Zeitpunkt als unzureichend kritisiert worden war. Auch nach dem Bundestagsbeschluss kritisierten unter anderem Grüne, Linkspartei und Greenpeace die Zielsetzung, stattdessen wurde für ein Ende der Kohleverstromung bis 2030 plädiert.
Nachdem es aufgrund der COVID-19-Pandemie eine längere Demonstrationspause gegeben hatte, kündigte Fridays for Future für Freitag, den 25. September, wieder Demonstrationen an bundesweit etwa 400 Orten an. Wegen lokal hoher Infektionszahlen mussten mehrere davon, darunter die Demonstration in München, abgesagt werden.

## Aktionen
Das wegen der COVID-19-Pandemie nötige Infektionsschutzkonzept sah zehn Anlaufstellen mit einer Gesamtkapazität von 3.200 Teilnehmern im Rheinischen Braunkohlerevier vor. Die Teilnehmer wurden an die Anlaufstellen verteilt, um zu große Menschenansammlungen an einem Ort zu verhindern. Nachdem die Gesamtkapazität schon am zweiten Anreisetag erschöpft war, musste ein Anreisestop verkündet werden. Teilnehmer, die keine Plätze reservieren hatten, wurden darum gebeten, in den Dannenröder Forst zu reisen, um den Bau der A 49 zu blockieren.
Zudem war für die Teilnahme das Generieren einer individuellen Corona-ID nötig, um das Nachverfolgen von Infektionen zu ermöglichen. Am Samstag, den 26. September, brachen dann von den Anlaufstellen aus verschiedene Finger mit insgesamt etwa 3.000 Teilnehmenden für Blockadeaktionen unter anderem zum Tagebau Garzweiler, zum Kohlekraftwerk Weisweiler und zum Gaskraftwerk Lausward auf. Mehrere Kohlebagger kamen zum Stillstand. Im von Abbaggerung bedrohten Keyenberg wurde zudem ein von RWE aufgekaufter und geschlossener Gasthof besetzt. Bis Sonntag waren alle Aktionen beendet.